# 巛部
巛部（せんぶ）は、漢字を部首により分類したグループの一つ。
康熙字典214部首では47番目に置かれる（3画の18番目）。

## 概要
巛の字は水の流れの形に象り、川を意味する。
「川」の本字。
偏旁の意符としては川の流れに関することを示す。
川部はこのような意符を構成要素とする漢字を集める。
また、「く」一つで「回る」の意味がある。

## 部首の通称
- 日本：かわ、まがりがわ、まげかわ、さんぼんがわ（三本川）
- 中国：三拐
- 韓国：개미허리부（gaemi heori bu、蟻の腰の部）
- 英米：Radical river

## 部首字
巛
- 広韻 - 昌縁切、仙韻
- 詩韻 - 先韻、平声
- 三十六字母 - 穿母
- 日本語 - 音：セン（漢音・呉音） 訓：かわ
- 中国語 - ピンイン：chuān 注音：ㄔㄨㄢ ウェード式：ch'uan
- 朝鮮語 - 訓音：내（nae、かわ） 천(cheon)

## 例字
- 川・州・巡・巟 (意符・音符が部首字になるもの)
- 巠・巢（巣→木部[1]）・巤 (筆画に部首字を含むもの)
  - 兪→入部、邕→邑部
- 𡿨・巜（筆画が1本・2本になっているもの。説文解字ではいずれも独立部首とされていた）